# Tachygyna vancouverana
Espèce
Tachygyna vancouverana est une espèce d'araignées aranéomorphes de la famille des Linyphiidae.

## Distribution
Cette espèce se rencontre au Nord-Ouest Pacifique: au Canada en Colombie-Britannique et aux États-Unis au Washington, en Idaho, en Oregon et en Californie.

## Description
Les mâles mesurent de 1,4 à 1,55 mm et les femelles de 1,4 à 1,75 mm.

## Étymologie
Son nom d'espèce lui a été donné en référence au lieu de sa découverte, l'île de Vancouver.

## Publication originale
- Chamberlin & Ivie, 1939 : Studies on North American spiders of the family Micryphantidae. Verhandlungen, VII. International Kongress für Entomologie (Berlin), vol. 1, p. 56-73.